# Misa Eguchi
Misa Eguchi (jap. 江口みさ Eguchi Misa; ur. 18 kwietnia 1992) – japońska tenisistka, medalistka igrzysk azjatyckich.

## Kariera tenisowa
Tenisistka występująca głównie w rozgrywkach ITF. Zadebiutowała w maju 2008 roku na turnieju rangi ITF w Nagano. Zagrała tam dzięki dzikiej karcie, ale występ zakończyła na pierwszej rundzie. Pierwszy sukces odniosła w 2011 roku, wygrywając turniej w Bangkoku. W sumie wygrała sześć turniejów w grze pojedynczej i sześć w grze podwójnej rangi ITF.
We wrześniu 2011 roku przystąpiła do kwalifikacji do turnieju WTA Tour w Tokio, lecz przegrała w pierwszej rundzie z Eriką Semą. W następnych latach kilkakrotnie brała udział w kwalifikacjach do podobnych turniejów, z podobnym skutkiem.
W światowym rankingu WTA Tour najwyżej sklasyfikowana na miejscu 109. w grze pojedynczej.

## Finały turniejów WTA
| Legenda                     | Legenda |
| --------------------------- | ------- |
| Wielki Szlem                |         |
| Igrzyska olimpijskie        |         |
| WTA Tour Championships      |         |
| 2009 – 2020                 |         |
| WTA Premier Mandatory       |         |
| WTA Premier 5               |         |
| WTA Premier                 |         |
| WTA International Series    |         |
| WTA 125K series (2012–2020) |         |

### Gra pojedyncza 1 (0-1)
| Końcowy wynik | Nr | Data             | Turniej | Nawierzchnia | Przeciwniczka     | Wynik finału        |
| ------------- | -- | ---------------- | ------- | ------------ | ----------------- | ------------------- |
| Finalistka    | 1. | 11 września 2016 | Dalian  | Twarda       | Kristýna Plíšková | 5:7, 6:4, 5:2 krecz |

### Gra podwójna 1 (0-1)
| Końcowy wynik | Nr | Data            | Turniej | Nawierzchnia | Partnerka  | Przeciwniczki                  | Wynik finału   |
| ------------- | -- | --------------- | ------- | ------------ | ---------- | ------------------------------ | -------------- |
| Finalistka    | 1. | 6 września 2014 | Suzhou  | Twarda       | Eri Hozumi | Chan Chin-wei Chuang Chia-jung | 1:6, 6:3, 7–10 |

## Wygrane turnieje rangi ITF

### Gra pojedyncza (6)
|    | Data       | Turniej    | ($)    | Naw.     | Finalistka             | Wynik         |
| 1. | 30/04/2011 | Bangkok    | 10 000 | twarda   | Lu Jiajing             | 6:1, 6:1      |
| 2. | 22/05/2011 | Karuizawa  | 25 000 | dywanowa | Rika Fujiwara          | 6:3, 6:3      |
| 3. | 01/02/2014 | Burnie     | 50 000 | twarda   | Jelizawieta Kuliczkowa | 4:6, 6:2, 6:3 |
| 4. | 02/03/2014 | Port Pirie | 15 000 | twarda   | Hiroko Kuwata          | 6:1, 6:2      |
| 5. | 18/10/2015 | Toowoomba  | 25 000 | twarda   | Susanne Celik          | 7:6(6), 7:5   |
| 6. | 15/11/2015 | Bendigo    | 50 000 | twarda   | Hiroko Kuwata          | 7:6(5), 6:3   |